# Myrcia glauca
Myrcia glauca är en myrtenväxtart som beskrevs av Jacques Cambessèdes. Myrcia glauca ingår i släktet Myrcia och familjen myrtenväxter. Inga underarter finns listade i Catalogue of Life.